# Rochelle Aytes
Pour les articles homonymes, voir Aytes.
Rochelle Aytes est une actrice américaine, née le 17 mai 1976 à New York.
Elle est principalement connue pour avoir joué dans de nombreuses séries télévisées dont : Forgotten (2009-2010), Mistresses (2013-2016), Esprits criminels (2014-2016), The Purge (2019) et S.W.A.T. (depuis 2019).

## Biographie

### Enfance et formation
Elle grandit à Harlem, elle fait ses études à la LaGuardia High School et passe un diplôme dans une école de beaux-arts, elle y décroche son baccalauréat, en 1998,.
Désireuse d'entamer une carrière dans le milieu du divertissement, elle décroche ses premiers contrats en faisant des publicités pour Coca-Cola, McDonald's, L'Oréal et Mercedes-Benz,.

### Débuts de carrière
En 2003, après avoir enchaîné les contrats publicitaires, elle décroche un rôle de figuration dans un épisode de la série télévisée qui rencontre alors un franc succès, Sex and the City. Cet essai marque le début d'une successions d'interventions.
Entre 2004 et 2006, Rochelle Aytes fait ses armes en apparaissant, le temps d'un épisode, dans de nombreuses séries comme Jonny Zéro, Les Experts : Manhattan, Urgences, Ma famille d'abord et Day Break. Mais c'est au cinéma qu'elle se fait remarquer lorsqu'elle décroche son premier contrat pour un long métrage avec la comédie loufoque FBI : Fausses blondes infiltrées de Keenen Ivory Wayans. Le film est un franc succès au box office.
En 2006, elle joue dans la comédie indépendante Affaire de femmes de Tyler Perry. Doté d'un budget modeste de 6 millions de dollars, il engrange près de 64 millions de dollars de recettes, un succès.
En 2007, elle joue dans le film d'horreur Trick 'r Treat de Michael Dougherty. Le film n'est pas sorti en salles, mais il a fait le tour des festivals de films fantastiques et horrifiques au Canada, aux États-Unis ainsi qu'en Europe. Il est d'ailleurs très bien reçu par la critique et récompensé lors de cérémonies de remises de prix. Cette même année elle continue sur un rythme d'apparitions soutenus dans les séries télévisées suivantes Drive Shark, Bones et Las Vegas.
En 2008, elle joue dans un arc narratif de deux épisodes, aux côtés de Courteney Cox, pour la série Dirt et elle intervient dans un épisode de la série policière NCIS : Enquêtes spéciales. En 2009, elle est rattachée au premier projet d'adaptation américaine de la série télévisée britannique Mistresses avec Alyssa Milano , popularisée par Charmed, en tête d'affiche. Cependant, le pilote tourné ne réussit pas à convaincre le réseau de diffusion qui préfère annuler le projet. Elle pratique le doublage pour un des personnages du jeu vidéo Left 4 Dead 2.

### Rôles réguliers et télévision
Entre 2009 et 2010, aux côtés de Christian Slater et Michelle Borth, elle joue l'un des rôles principaux de la série policière Forgotten. Cette série qui suit le quotidien de volontaires civils chargés de donner un nom aux victimes non identifiées a été annulée à la fin de la première saison, faute d'audiences. À la suite de cela, elle accepte un rôle récurrent dans la série Detroit 1-8-7.
En 2011, elle est à l'affiche du thriller indépendant The Inheritance, le film remporte le prix du grand jury lors de l'American Black Film Festival (en). Cette même année, elle participe à trois épisodes de la septième saison de Desperate Housewives, son personnage, l'ex petite amie de Brian Austin Green, est confronté à celui incarné par Marcia Cross. Et elle intervient aussi dans un épisode de FBI : Duo très spécial.
Entre 2012 et 2013, elle incarne Vanessa pour la comédie Work It. Cependant, les critiques sont négatives et conduisent à l'arrêt du show.  

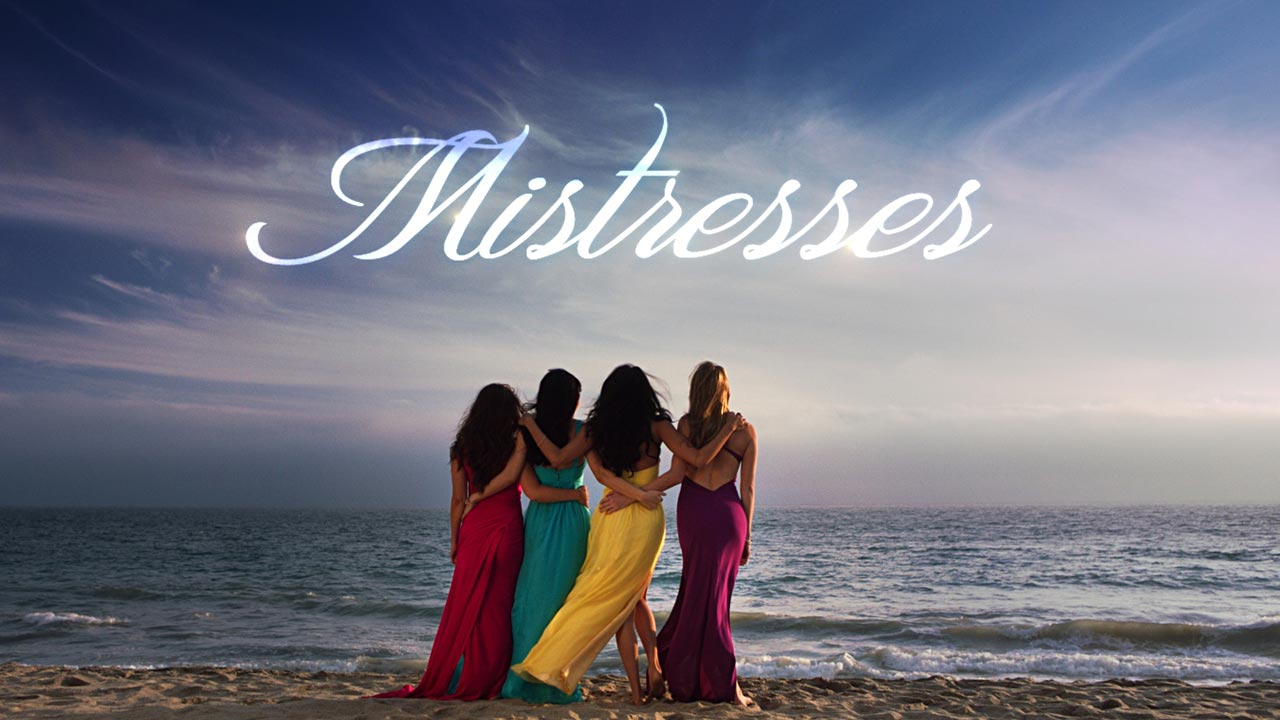
Logo original de la série Mistresses.

En 2013, elle est de nouveau rattachée au projet d’adaptation de la série britannique Mistresses, cette fois ci avec succès. En effet, cette série dramatique estivale qui suit le quotidien d'un groupe d'amies, diffusée sur le réseau ABC, rencontre son public et lui permet d'incarner l'une des héroïnes principales jusqu'en 2016, année de son arrêt.
Parallèlement au tournage de cette série, elle occupe le rôle principal de la comédie romantique My Favorite Five avec Brian White comme partenaire, sortie en 2015. Avant cela, elle est à l'affiche de CrazySexyCool: The TLC Story. Il s'agit d'un téléfilm américain biographique sur le trio musical TLC. Lors de la première diffusion du film, il a enregistré 4.5 million d'audience, ce qui en fait le téléfilm le plus vu lors sa 1re diffusion sur VH1 lors de l'année 2013,.
Elle joue également le rôle de Savannah Hayes, la petite amie puis la femme de Derek Morgan (incarné par Shemar Moore) dans la série de profilage Esprits criminels de 2014 à 2016, pour un arc narratif de dix épisodes.
En 2017, elle rejoint la distribution principale de la série télévisée dramatique développée par le réseau ABC, Doomsday, aux côtés de Claire Holt et Rachelle Lefèvre mais le projet est finalement avorté. Elle se tourne alors vers des rôles récurrents. Comme celui d'une sénatrice dans la saison 2 de Designated Survivor et un rôle régulier, lié à celui d'Alex O'Loughlin, dans la saison 9 de Hawaii 5-0,.
Elle participe à la production d'un film, Miss Havisham Effect, aux côtés de Brian White. Un film indépendant réalisé par Leila Djansi. Puis, elle obtient l'un des premiers rôles de la saison 2 de The Purge,,. Une série qui fait partie de la franchise cinématographique American Nightmare. Chronologiquement, elle se déroule après les événements du deuxième film et avant ceux du troisième film. Et dans le même temps, afin de pallier le départ de Stephanie Sigman, elle retrouve Shemar Moore pour jouer une nouvelle intrigue amoureuse, dans sa série d'action S.W.A.T.,. Elle y incarne le rôle récurrent de Nichelle, une femme gérante d'une maison de quartier au sud de Los Angeles.

### Vie privée
En juillet 2015, elle annonce sur les réseaux sociaux, ses fiançailles avec l'acteur C. J. Lindsey. Ils se marient en août 2016.

## Filmographie

### Cinéma
- 2004 : FBI : Fausses blondes infiltrées de Keenen Ivory Wayans : Denise Porter
- 2006 : Affaire de femmes de Tyler Perry : Lisa
- 2008 : Trick 'r Treat de Michael Dougherty : Maria
- 2011 : The Inheritance de Robert O'Hara : Lily
- 2015 : My Favorite Five de Paul D. Hannah : Hailey Colburn
- 2020 : Magic Camp de Mark Waters : Zoe
- 2021 : All the Men in My Life de Leila Djansi : Tish Helms (également productrice)

### Télévision

#### Séries télévisées
- 2003 : Sex and the City de Darren Star : Une hôtesse (saison 6, épisode 2)
- 2004 : Jonny Zéro : Keisha Rios (saison 1, épisode 5)
- 2005 : Ma famille d'abord : Une infirmière (saison 5, épisode 26)
- 2005 : Urgences de Michael Crichton : Tamara (saison 12, épisode 12)
- 2006 : Les Experts : Manhattan : Sienna (saison 2, épisode 14)
- 2006 : Half and Half de Jeffrey Klarik : Yolanda (saison 4, épisode 22)
- 2007 : Day Break de Paul Zbyszewski : Une actrice (saison 1, épisode 10)
- 2007 : Las Vegas de Gary Scott Thompson : Carley (saison 5, épisode 6)
- 2007 : Bones de Hart Hanson : Felicia Saroyan (saison 3, épisode 6)
- 2007 : Drive : Leigh Barnthouse (saison 1, 7 épisodes)
- 2008 : Dirt de Matthew Carnahan : Jasmine Ford (saison 2, épisodes 4 et 6)
- 2008 : Shark de Ian Biederman : Karla Ballantine (saison 2, épisode 14)
- 2009 : NCIS : Enquêtes spéciales : Tara Kole (saison 6, épisode 18)
- 2009 : Mistresses : Ava (pilote non retenu[31])
- 2009 - 2010 : Forgotten de Mark Friedman : Grace Russell (saison 1, 17 épisodes)
- 2010 : The Line : Eva (saison 2, épisodes 7 et 8)
- 2010 - 2011 : Detroit 1-8-7 : Alice Williams (saison 1, 5 épisodes)
- 2011 : Desperate Housewives : Amber James (saison 7, épisodes 13, 14 et 15)
- 2011 : FBI : Duo très spécial : Isabelle Wilson (saison 3, épisode 8)
- 2012 - 2013 : Work It : Vanessa Warner (saison 1, 13 épisodes)
- 2013 - 2016 : Mistresses : April Malloy (52 épisodes)
- 2014 - 2016 : Esprits criminels : Savannah Hayes Morgan (10 épisodes)
- 2017 : Doomsday : Elle (pilote non retenu par ABC[32])
- 2017 - 2018 : Designated Survivor : la sénatrice Cowling (saison 2, épisodes 2, 6 et 18)
- 2018 - 2019 : Hawaii 5-0 : l'agent Greer (saison 9, 4 épisodes)
- 2019 : Dolly Parton's Heartstrings : Scarlett (saison 1, épisode 5)
- 2019 : The Purge : Michelle Moore (saison 2, 10 épisodes)
- 2019-2024 : S.W.A.T. : Nichelle (récurrente saison 3 à 5, principale dans la saison 6)

#### Téléfilms
- 2006 : 13 Graves de Dominic Sena : Karen
- 2013 : CrazySexyCool: The TLC Story de Charles Stone III (en) : Pebbles
- 2013 : Stupid Hype de Dugan O'Neal : Tina
- 2020 : Un sapin de noël, deux amoureux (A Christmas Tree Grows in Colorado) : Erin Chambers

### Jeux vidéo
- 2009 : Left 4 Dead 2 de Erik Johnson : Rochelle (voix)